# Bastian Kersaudy
Bastian Kersaudy (* 9. Juni 1994) ist ein französischer Badmintonspieler. 

## Karriere
Bastian Kersaudy gewann bei den französischen Badmintonmeisterschaften 2013 Silber, ein Jahr später Bronze. Bei den Estonian International 2013, den French International 2014 und den belegte er Rang zwei. Dritter wurde er bei den Dutch International 2014, Polish Open 2014 und den Romanian International 2014. 2014 startete er auch im Thomas Cup und bei den Badminton-Mannschaftseuropameisterschaften.